# Van Burmania

Familiewapen van Van Burmania

Van Burmania is een Nederlandse familie waarvan leden sinds 1814 tot de Nederlandse adel behoren. Er zijn tot deze dag levende nakomelingen van de familie Van Burmania.

## Geschiedenis
De stamreeks begint met Upke (Wopke) Riencks van Burmania te Hitzum die in 1420 wordt vermeld. Hij leefde van ca. 1370-1426. Nakomelingen zijn schepen en grietman in Friesland. Twee van hen werden op 14 november 1520 door keizer Karel V opgenomen in de rijksadelstand.
Leden van het geslacht werden bij Souverein Besluit van 28 augustus 1814 erkend onder de Edelen van Friesland en bijgevolg opgenomen in de Nederlandse adel. Voor twee andere leden van het geslacht gebeurde hetzelfde op 22 oktober 1814.

## Enkele telgen
- Gemme van Burmania (ca. 1523-1602), Fries edelman
- Poppo van Burmania (1603-1676), militair in het Staatse leger, luitenant-kolonel van de lijfwacht van stadhouder Hendrik Casimir II van Nassau-Dietz
- Poppo Bockes van Burmania (ca. 1610-1638), militair in het Staatse leger, kapitein en hofmeester van prins Hendrik Casimir I van Nassau-Dietz, was getrouwd met Oedt Sickinghe tot Warffumborg, dochter van de Noord-Groningse landedelman Johan Sickinghe (1576-1652).
- Laes van Burmania (1638-1691), grietman van Idaarderadeel en Leeuwarderadeel